# Vittefleur
Vittefleur település Franciaországban, Seine-Maritime megyében. Lakosainak száma 661 fő (2022. január 1.). Vittefleur Canouville, Cany-Barville, Clasville, Ocqueville, Paluel és Saint-Riquier-ès-Plains községekkel határos.

## Népesség
A település népessége az elmúlt években az alábbi módon változott:
| Lakosok száma | 628  | 624  | 674  | 655  | 654  | 653  | 654  | 657  | 661  |
|               | 2013 | 2015 | 2016 | 2017 | 2018 | 2019 | 2020 | 2021 | 2022 |